# Фрументарії

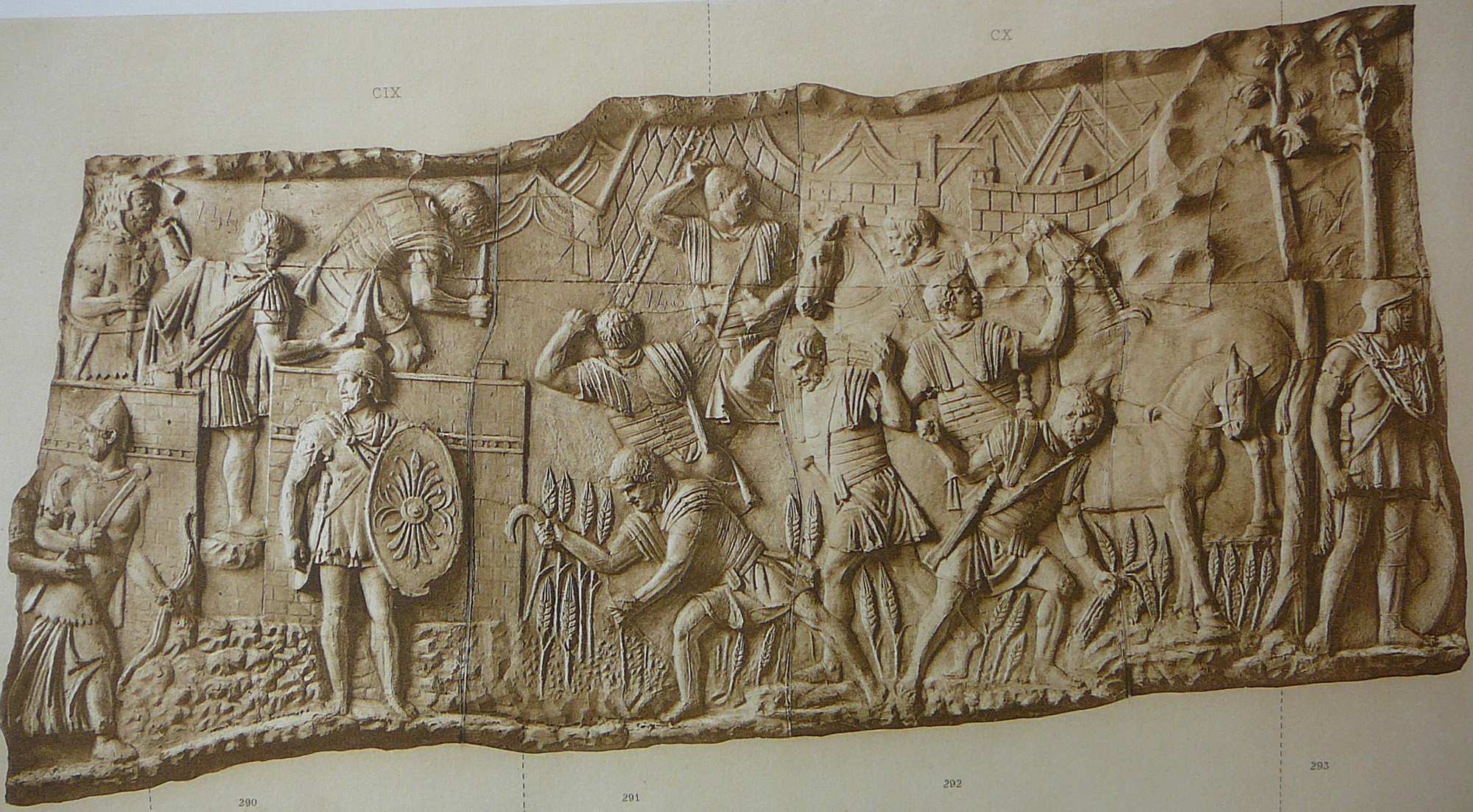
Римські воїни жнуть хліб у полі. Рельєф із колони Траяна

Фрументарії (лат. Frumentum - зерно) — особливі державні службовці часів Римської Імперії, чию роботу прийнято порівнювати з відомими спецслужбами 20-го століття, на кшталт НКВД, Гестапо та ін. Почавши свій шлях від інституції, чиїм обов’язком було постачання провізії до римської армії, дана спецслужба переросла у справді могутній інструмент в руках свого правителя. Вони наганяли страх як на простих громадян, так і на римську знать, яка могла і не знати про глибину відомої імператору про них інформації.

## Загальні відомості
Найдавніше писемне свідчення про фрументаріїв походить з папірусного архіву Клавдія Тиберія, знайденого в Каранісі в Єгипті в 1920-30-х рр. Як стає зрозуміло з їх назви, яка походить від латинського слова frumentarius, значення якого - “інтендант, відповідальний за постачання продовольства” та слова, від якого походить перший термін — frumentum — зерно,  дана інституція являє собою механізм, чий спектр завдань з часом ставав все більшим, як власне і вплив на державу, події в ній та історичний процес. 
Єдиними більш-менш нормальними письмовими джерелами в яких є інформація про фрументаріїв, що дійшли до нас з того періоду, можна рахувати латинські джерела 4 століття, грецькі 3 століття та свідчення, залишені укладачем життєпису імператора Адріана — Елія Спартіана.
Першочерговим завданням фрументаріїв було закупівля та розподіл зерна між легіонерами у різних частинах неосяжної імперії. Через це їм весь час потрібно було зіштовхуватись з численними чиновниками, місцевим населенням та командуванням. Ймовірно, їхньою штаб-квартирою слугував римський каструм на пагорбі Целій, де вони були приписані до “numerus frumentariorum”. Наприклад, на надгробку Гая Аннія Валенса, знайденого в Римі, написано що він був “ветераном numerus frumentariorum Четвертого легіону Флавії”. Командувачем фрументаріїв був princeps peregrinorum, який мав повоноваження старшого центуріона, якому підкорялись субпринцепси з рангом центуріонів, рядові ж фрументарії були розкинуті по всім провінціям імперії відповідно до легіону, до якого приписувались. Загальна чисельність данної служби наврядчи перевищувала сотні чоловік.
Загалом слід зазначити, що незважаючи на керівну роль імператора Адріана у реформуванні цього виду державних службовців таким чином, як ми знаємо їх сьогодні, самі фрументарії почали використовуватись у таких специфічних цілях як таємне листування задовго до його власного народження. Так, Доміціан визнав їх ефективність у питаннях зв’язку між провінціями та столицею.

## Функції
Окрім вже зазначених питань доставки продовольства до війська, слід також визначити роди діяльності, якими фрументарії імовірно займались. Перш за все слід визначитись з їх кур’єрськими обов’язками. У 238 після Р.Х., коли сенат проголосив Пупієна і Бальбіна імператорами на противагу Максиміну І Фракі́йцю, по провінціям було розіслано лист, згідно з яким кожен, хто надасть допомогу Максиміну, буде зарахований до ворогів , що можна рахувати за підтвердження таких думок.
Щодо ліквідації ж осіб, які могли б на думку правлячого кола Римської Імперії загрожувати безпеці держави, то частково фрументарії могли б виконувати це завдання. Так, преторіанські префекти при імператорі Коммоді, бажаючи усунути певну особу, яка, на їхню думку, чинила негативний вплив на імператора, вбили його, коли він повертався до свого маєтку за допомогою фрументаріїв. З такої ж самої причини "агенти" були послані імператором Септимієм Северусом до Британії в 195 році після Р.Х., з наказом вбити самозванця Клодія Альбіна .
Слід також звернути вагу на правоохоронну роль та обов’язки військової поліції, які підтверджуються кількома указами з провінції Азія (сучасна Туреччина), датованих першою половиною третього століття після Р.Х. Ці написи зберігають скарги сільських громад, які стверджували, що зазнають утисків від солдатів певного вигляду, і закликали фрументайріїв втрутитися в ситуацію. Один указ Агабея Кою, можливо середини 3 століття після Р.Х., записано, що фрументарій “заарештував дев'ятьох, закував їх у кайдани і відправив їх до кінного прокурора”. Загалом, у третьому столітті спостерігається серйозне збільшення кількості солдатів та державних службовців, задіяних в сфері поліцейської юрисдикції, не є чимось дивним.
Вони також часто виконували роль довірених осіб, так, наприклад, їх відправляли для нагляду за спеціальними проектами від імені імператора: в Італії фрументарії, приписані до II Італійського легіону, засвідчені відповідальними за видобуток мармуру в імператорських кар'єрах в Луні, у той час як один з фрументаріїв I італійського в свій час наглядав за будівництвом в Дельфах від імені імператора Адріана.
Цікавим є і питання мережі інформаторів, яка забезпечувала фрументаріїв а значить й імператора інформацією. На початку, мережа складалась з випадкових, або викажчиків-добровольців. Однак з плином часу мережа почала складатись із переважно штатних інформаторів. Так, в період правління імператора Адріана, вона повністю сформувалась як системне явище.

## Розформування
Кінець фрументаріям поклали реформи імператора Діоклетіана, який навіть отримав за це народну прихильність, у тому числі через зловживання окремих представників служби. Проте питання чому ж він насправді розпустив фрументаріїв — досі відкрите. Можливо він хотів задобрити певну гурпу впливових осіб. Є і друге міркування, згідно з яким, потреба в такого роду інструментів - просто відпала. І тим не менш, у пакеті з іншими реформами Діоклетіан створив заміну — нею стала нова кур’єрська служба - agentes in rebus.

## Цікаві факти
В ігровому світі Fallout існує диктатурне утворення, яке іменують Легіоном або Легіоном Цезаря. Основною метою його існування  є завоювання племінних суспільств на південному заході Північної Америки. Голова цього утворення, який іменує себе Цезарем, особисто відбирає людей з числа прибічників, які мають виконувати розвідувальні та диверсійні завдання. Їх іменують фрументаріями, їхнім формальним лідером є Vulpes Inculta.